# 納羅季奇

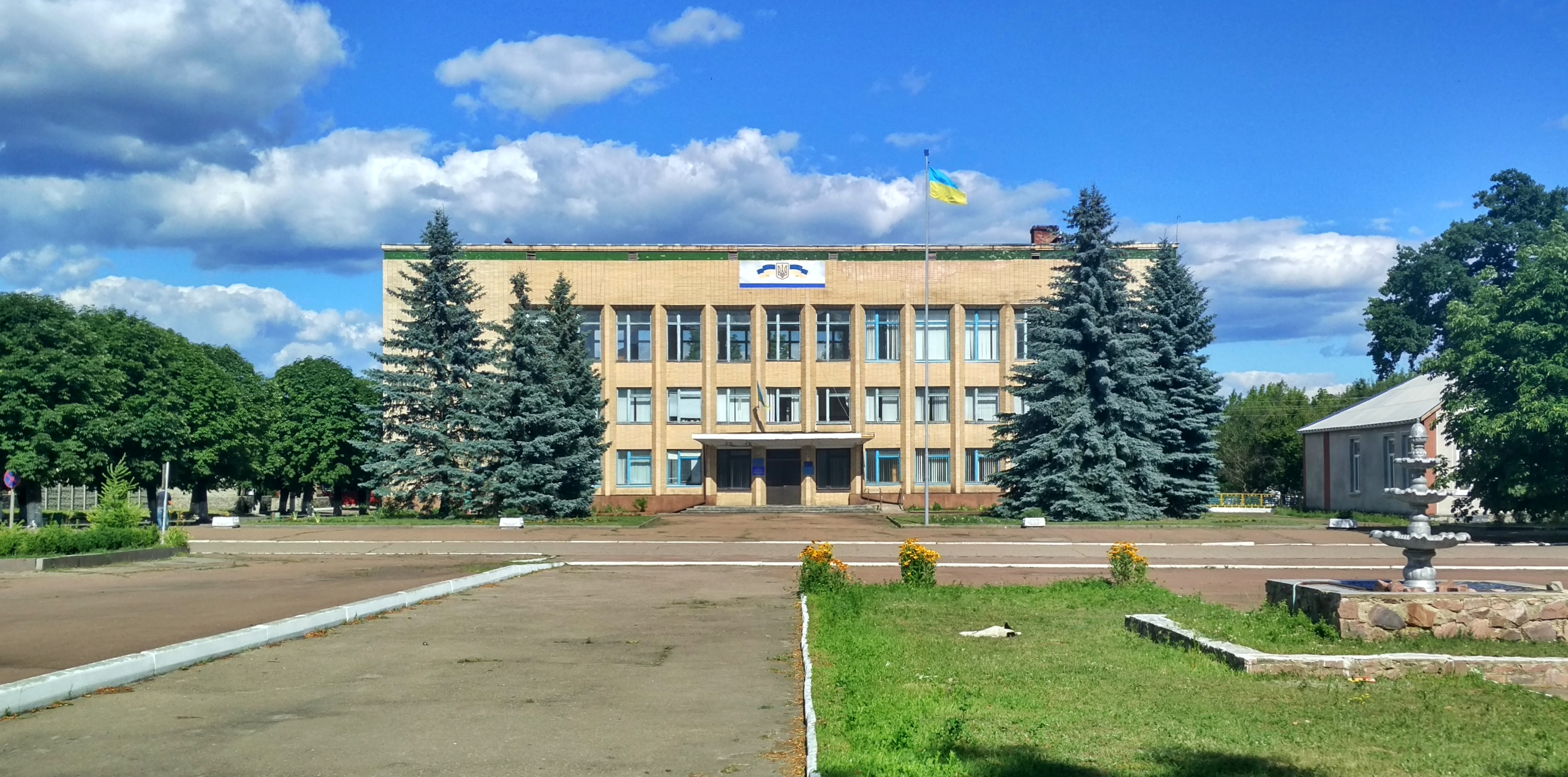
政府大楼

納羅季奇（羅馬化：Narodychi）是烏克蘭北部日托米爾州科羅斯堅區纳罗季奇市镇内的鎮及其行政中心。處於烏日河北岸，始建於1545年，面積5.23平方公里，2011年人口2,585，人口密度每平方公里494.26人。